# 亞杜特
亞杜特（羅馬化：Yaduty）是烏克蘭北部的村莊，隸屬切爾尼希夫州的尼任區。該村面積3平方公里，海拔高度115米，2006年人口1,148，人口密度每平方公里382人。